# 10216 Popastro
A 10216 Popastro (ideiglenes jelöléssel 1997 SN3) a Naprendszer kisbolygóövében található aszteroida. S. P. Laurie fedezte fel 1997. szeptember 22-én.